# Thiếu máu không tái tạo
Thiếu máu không tái tạo được định nghĩa là tình trạng giảm toàn bộ huyết cầu, tủy xương nghèo tế bào. 
Tình trạng này có thể mắc phải do thiếu thuốc (hóa trị) hoặc đột biến (thiếu máu Fanconi). Thiếu máu không tái tạo mắc phải có thể do thuốc hoặc hóa chất, nhiễm virux, bệnh miễn dịch, huyết sắc tố niệu kịch phát về đêm, mang thai, hoặc tự phát. Thiếu máu không tái tạo do phản ứng đặc hiệu thuốc (bao gồm các thuốc sau đây và một số thuốc khác: Quinacrin, phenytoin, sunfolnamid, cimetidin) thường hiếm xảy ra nhưng nó có thể xảy ra khi dùng lượng lớn các thuốc này. Ở những trường hợp này thường không có đáp ứng phụ thuộc liều; phản ứng là đặc ứng. Viêm gan huyết thanh âm tính là một nguyên nhân gây thiếu máu không tái tạo đặc biệt là ở nam giới trẻ tuổi mà phục hồi sau viêm gan từ 1-2 tháng trước. Nhiễm parvovirus B19 là nguyên nhân phổ biến nhất gây thiếu máu không tái tạo bẩm sinh, đặc biệt là ở những bệnh nhân có tan máu mạn và ví dụ thiếu máu hồng cầu hình liềm.